# Jean-Marie Bruno
Jean-Marie Bruno (Marseille, 15 januari 1958) is een Frans diplomaat. Hij was ambassadeur in Suriname, Slowakije en Cuba.

## Biografie
Jean-Marie Bruno studeerde af aan het Institut d'études politiques de Paris (Sciences Po) en volgde de École nationale d'administration (ENA).
Na verschillende posten te hebben bekleed voor het ministerie van Buitenlandse Zaken, werd hij op 23 juli 2004 ambassadeur voor Suriname en daarnaast vanaf 6 januari 2005 voor Guyana. Bij zijn afscheid in 2007 werd hij onderscheiden met het grootlint in de Ere-Orde van de Palm. Rond deze tijd liepen de spanningen tussen beide landen op, omdat Frankrijk het betwiste gebied tussen de Marowijne en de Litani had opgenomen in een natuurbeschermingsplan. Dit plan was in de jaren 1980 tussen beide landen overeengekomen, maar niet in het Surinaamse parlement bekrachtigd. President Ronald Venetiaan bemoeide zich persoonlijk met de kwestie, die verder uit de hand dreigde te lopen doordat Franse gendarmes materieel van inheemse Surinamers hadden vernietigd die zij voor goudwinning gebruikten. Het ging om een boot die volgens de goudzoekers vanuit Surinaamse zijde naar de Franse grens was gesleept en in brand gestoken. De gebeurtenissen vonden plaats nog voordat zijn opvolger Richard Barbeyron op 17 september 2007 werd benoemd.
Op 29 augustus 2010 werd Bruno ambassadeur voor Slowakije en op 20 december 2014 voor Cuba. Op 25 oktober 2016 werd hij in Havanna geëerd met een vriendschapsmedaille. In dezelfde week hervatte Cuba de betaling van achterstallige schulden. Bruno bleef aan als ambassadeur tot juni 2018. Op 21 juni 2022 werd Bruno benoemd tot officier in het Legioen van Eer.